# Tricorythopsis artigas
Tricorythopsis artigas är en dagsländeart som beskrevs av Jay R. Traver 1958. Tricorythopsis artigas ingår i släktet Tricorythopsis och familjen Leptohyphidae. Inga underarter finns listade i Catalogue of Life.